# 卡普斯強卡
48°0′17″N 30°2′20″E / 48.00472°N 30.03889°E
卡普斯強卡（烏克蘭語：Капустянка）是位於烏克蘭西南部的村莊，由敖德萨州波季利斯克区的薩夫蘭市鎮負責管轄。該村始建於1798年，面積2.66平方公里，海拔高度141米，2001年人口468，人口密度每平方公里175.94人。